# Ruissaari (ö i Kymmenedalen)
Ruissaari är en ö i Finland. Den ligger i Finska viken och i kommunen Vederlax i den ekonomiska regionen  Kotka-Fredrikshamn i landskapet Kymmenedalen, i den södra delen av landet. Ön ligger omkring 32 kilometer öster om Kotka och omkring 150 kilometer öster om Helsingfors.
Öns area är 73,7 hektar och dess största längd är 1,5 kilometer i öst-västlig riktning. Ön höjer sig omkring 20 meter över havsytan.